# Galen Rupp
Galen Rupp (* 8. Mai 1986 in Portland) ist ein US-amerikanischer Langstreckenläufer und Silbermedaillengewinner der Olympischen Spiele 2012.
Er nahm bei den Olympischen Spielen 2008 in Peking (10.000 m), 2012 in London (5000 und 10.000 m), 2016 in Rio de Janeiro (10.000 m und Marathon) und 2021 in Tokio (Marathon) teil. In London gewann er über 10.000 Meter die Silbermedaille, vier Jahre später in Rio de Janeiro die Bronzemedaille über die Marathondistanz.

## Sportlicher Werdegang
Galen Rupp besuchte zunächst die private Central Catholic High School in Portland und danach von 2005 bis 2009 die University of Oregon in Eugene. In dieser Zeit entwickelte er sich unter seinem Trainer Alberto Salazar zu einem der herausragenden Nachwuchstalente des Landes. Auf diversen Langstrecken auf der Bahn sowie im Crosslauf sammelte er zahlreiche Titel und Rekorde in Wettbewerben der National Collegiate Athletic Association.
International trat Rupp vor allem im 10.000-Meter-Lauf in Erscheinung. Bei den Weltmeisterschaften 2007 in Ōsaka belegte er den elften Platz über diese Distanz. Ein Jahr später wurde er bei den Olympischen Spielen in Peking Dreizehnter. Bei den Weltmeisterschaften 2009 in Berlin erreichte er den achten Rang. Im selben Jahr wurde er US-amerikanischer Meister im 10.000-Meter-Lauf.
Bei den Hallenweltmeisterschaften 2010 in Doha belegte Rupp im 3000-Meter-Lauf in persönlicher Bestleistung von 7:42,40 min den fünften Rang.
Zudem stellte Rupp beim zur IAAF Diamond League gehörenden Memorial-Van-Damme-Meeting in Brüssel am 17. September 2011 einen neuen US-amerikanischen Rekord im 10.000-Meter-Lauf mit 26:48,00 min auf, was ihn zum zweiten Läufer (nach Chris Solinsky, 26:59,60 min, 2010) nichtafrikanischer Abstammung machte, der die 27-Minuten-Grenze unterbot. Der amerikanische Rekord wurde aber im März 2022 von Grant Fisher unterboten. Am 31. Mai 2014 verbesserte er beim Prefontaine Classic in Eugene seinen eigenen Rekord nochmals auf 26:44,36 min, was der fünfzehntschnellsten Zeit entspricht, die je über diese Distanz gelaufen wurde.
Im Februar 2012 unterbot Rupp bei einem 2-Meilen-Rennen in der Halle mit einer Zeit von 8:09,72 min den amerikanischen Rekord von Bernard Lagat, der sich diesen aber rund ein Jahr später zurückeroberte. Im Juni lief er bei den Prefontaine Classic in seiner Karriere mit einer Zeit von 12:58,90 min das erste Mal die 5000 Meter unter 13 Minuten, was zu diesem Zeitpunkt die sechstschnellste von einem US-Amerikaner gelaufene Zeit aller Zeiten bedeutete.
Bei den Olympischen Spielen 2012 in London gewann er über 10.000 Meter hinter seinem Trainingskollegen Mo Farah die Silbermedaille.
Im Januar 2014 stellte Rupp über die 5000-Meter-Distanz in der Halle in einer Zeit von 13:01,26 min einen neuen amerikanischen Rekord auf. Dieser wurde aber im Februar 2022 von Grant Fisher gebrochen.
Bei den Leichtathletik-Weltmeisterschaften 2015 in Peking nahm Rupp über die 10.000 Meter teil und belegte dort in einem Rennen, das sich nach etwa 1000 Metern durch die kenianischen Athleten zu einem – für Meisterschaftverhältnisse – eher schnellerem Lauf entwickelte, den 5. Platz, nachdem er auf der letzten Runde das Tempo des späteren Siegers Mo Farah nicht mehr mitgehen konnte.
Am 13. Februar 2016 gewann Rupp in 2:11:13 h sein Marathondebüt bei den US-Trials in Los Angeles und sicherte sich somit seinen Startplatz für die Olympischen Spiele in Rio de Janeiro. Am 1. Juli konnte er sich mit seinem Sieg bei den U.S. Olympic Trials in 27:55,04 min auch über die 10.000 Meter einen Startplatz für die Olympischen Spiele sichern.
Dort errang er in 2:10:05 h die Bronzemedaille hinter Eliud Kipchoge aus Kenia und Feyisa Lilesa aus Äthiopien. Im 10.000-Meter-Rennen belegte er den fünften Platz.
Am 8. Oktober 2017 gewann er den Chicago-Marathon in neuer persönlicher Bestzeit von 2:09:20 h.
Im Frühling 2018 zeigte sich der inzwischen 31-Jährige sehr stark. Am 11. März siegte Rupp beim Roma-Ostia-Halbmarathon in einer Zeit von 59:47 min. Mit dieser Zeit verfehlte er den US-Rekord von Ryan Hall aus dem Jahr 2007 um nur vier Sekunden.
Rupp bereitete sich im Frühling auf den Boston Marathon vor. Der Marathon fand jedoch bei Temperaturen um den Gefrierpunkt und bei regnerischem Wetter statt, sodass Rupp wie die meisten anderen Favoriten das Rennen aufgeben musste. Er startete einige Wochen später beim Prag-Marathon. Rupp konnte sich in diesem Rennen nach 38 km von seinem letzten afrikanischen Verfolger lösen und gewann den Marathon in einer Zeit von 2:06:07 h.
Am 29. Februar 2020 triumphierte er beim Marathon der U.S. Olympic Trials 2020 in Atlanta mit 2:09:20 h.
Bei den Olympischen Spielen 2021 in Tokio konnte Rupp nach circa 30 Kilometern dem Tempo der Spitzengruppe nicht mehr folgen und belegte letztendlich mit rund drei Minuten Rückstand auf den Sieger Eliud Kipchoge den 8. Platz in 2:11:41 h.
Galen Rupp ist 1,80 m groß und hat ein Wettkampfgewicht von 61 kg.

## Bestleistungen
- 1500 m: 3:34,15 min, 5. September 2014, Brüssel
- 1 Meile: 3:52,11 min, 27. Juli 2013, London
- 3000 m: 7:43,24 min, 13. August 2010, London
  - Halle: 7:30,16 min, 21. Februar 2013, Stockholm
- 5000 m: 12:58,90 min, 2. Juni 2012, Eugene
- 10.000 m: 26:44,36 min, 31. Mai 2014, Eugene
- Halbmarathon: 59:47 h, 11. März 2018, Ostia
- Marathon: 2:06:07 h, 6. Mai 2018, Prag